# Escola de Barcelona (arquitectura)
L'Escola de Barcelona fou un moviment arquitectònic desenvolupat a Catalunya entre els anys 1960 i 1970. La denominació fou proposada per Oriol Bohigas al seu article Una posible Escuela de Barcelona, com a forma d'identificar a una nova generació de joves arquitectes sorgida al Principat per aquella època.
L'Escola de Barcelona fou hereva del Grup R, del que continuà la seva tasca renovadora al camp de l'arquitectura, amb un esperit modern i afany de connexió amb els corrents internacionals. Una de les seves principals fonts d'inspiració serà el neorealisme italià. Entre els seus membres destacaren Frederic de Correa, Alfons Milà, Lluís Cantallops, Ramon Maria Puig, Leandre Sabater, Lluís Nadal, Vicenç Bonet, Pere Puigdefàbregues, Enric Tous i Josep Maria Fargas.
El segell estilístic comú d'aquesta nova generació d'arquitectes és la recerca d'un llenguatge arquitectònic lògic i estructurat, de línies senzilles i formes innovadores, encara que amb un cert reaprofitament de materials constructius tradicionals, com el maó i la ceràmica, i gran importància atorgada al treball artesanal. Posen especial èmfasi en el disseny interior, així com en l'urbanisme de les seves edificacions, que procuren situar en entorns amples i ajardinats. Pretenen establir un pont comunicatiu entre l'activitat arquitectònica i el poble, seguint les directrius de les teories estructuralistes desenvolupades per Umberto Eco i Roland Barthes.
Obres destacades de l'Escola de Barcelona foren: l'Edifici Monitor (1969-1970), de Frederic de Correa i Alfons Milà; la residència d'estudiants Mare Güell (1963-1967), de Lluís Cantallops; i la seu de Banca Catalana (1965-1968), d'Enric Tous i Josep Maria Fargas.